# 安娜·蒙格拉絲
安娜·蒙格拉絲（Anna Mouglalis，1978年4月26日—），法國名模及演員，出生於法國大西洋卢瓦尔省，其父是希臘人，母為法國人，畢業於法國音樂表演藝術學院。她是香奈兒專用模特兒。
莫拉莉於在學時期的某日下課途中，經過香奈兒法國康朋街總店時，被香奈兒總監卡爾·拉格斐所發掘，並且擔任全球形象大使。